# Delphinium luteum
Delphinium luteum, conegut amb el nom comú esperó de cavaller groc, és una espècie d'herba petita perenne de la família de les ranunculàcies (Ranunculaceae).

## Descripció
Delphinium luteum és una rara planta perenne, herbàcia, de fins a 55 cm d'alçada. Les arrels fan fins a 30 cm de llargada, són primes i esveltes. Les fulles lobulades solen créixer a la base, són carnoses i verdes durant el període de floració. La planta floreix de març a maig. Les flors tenen forma de trompeta. Els cinc sèpals conspicus són de color groc brillant. El sèpal posterior s'allarga en un esperó. Els discrets pètals es divideixen en dos parells. El parell superior és estret i sense mobles. El parell inferior és allargat a ovat. La planta s'autofecunda, però necessita la pol·linització per colibrís (com Selasphorus sasin) o insectes per establir correctament les llavors. Després de la fecundació, la planta forma fruits erectes, de múltiples llavors, que es divideixen en un costat quan estan madurs.

## Distribució i hàbitat
Delphinium luteum és endèmica dels vessants rocoses i boiroses amb matolls del comtat costaner de Sonoma, Califòrnia, fins a alçades de 100 m del nivell del mar.

## Ecologia i conservació
L'esperó de cavaller groc és pol·linitzat pels colibrís i els insectes, i sovint s'hibriden amb altres dues espècies de Delphinium si en reben el pol·len. No obstant això, existeixen individus purs sense hibridar d'esperó de cavaller groc i la diversitat genètica dins de l'espècie és elevada. Els darrers intents de conservació s'han centrat a preservar específicament la identitat genètica de l'esperó de cavaller groc. Una flor molt relacionada originària de la mateixa regió, l'esperó de cavaller de Baker, també està en perill crític i sovint s'estudien conjuntament les dues espècies.

## Amenaces
La planta es veu amenaçada per la destrucció de l'hàbitat de la zona, incloses les canteres, el pasturatge de cérvols i ovelles, l'agricultura i l'eliminació d'exemplars a la natura per part dels recol·lectors d'espècimens; per la qual cosa, hi ha hagut una reducció més acusada de la població d'esperons de cavaller groc fins a la seva pràctica extinció actual. Està catalogada com a espècie en perill d'extinció des dels anys setanta del segle XX i des del 2005 es troba en perill crític amb aproximadament 200 exemplars que es creu que existeixen. Encara hi ha reductes de la planta extremadament aïllades en propietats privades a prop de Bodega Bay, on està protegida i al jardí botànic de la Universitat de Califòrnia a Berkeley, a Califòrnia.

## Taxonomia
Delphinium luteum va ser descrita per Amos Arthur Heller i publicat a Bulletin of the Southern California Academy of Sciences 2(6): 68–69, a l'any 1903.
Etimologia
Vegeu: Delphinium
luteum: epítet llatí que significa "groc".
Sinonímia
- Delphinium nudicaule var. luteum (A.Heller) Jeps.[5]